# Poirino
Poirino é uma comuna italiana da região do Piemonte, província de Turim, com cerca de 8.930 habitantes. Estende-se por uma área de 75 km², tendo uma densidade populacional de 119 hab/km². Faz fronteira com Chieri, Riva presso Chieri, Villanova d'Asti (AT), Santena, Villastellone, Isolabella, Cellarengo (AT), Pralormo, Ceresole Alba (CN), Carmagnola.

## Demografia
| Variação demográfica do município entre 1861 e 2011                               |
|                                                                                   |
| Fonte: Istituto Nazionale di Statistica (ISTAT) - Elaboração gráfica da Wikipedia |